# Квентин Крисп
Квентин Крисп (Сатон, 25. децембар 1908 — Манчестер, 21. новембар 1999) био је енглески књижевник, модел, дизајнер, илустратор и глумац. Постао је познат седамдесетих након објављивања своје провокативне и духовите аутобиографије Разголићени државни службеник. Пажњу јавности привукао је својим ексцентричним понашањем, провокативним изјавама и имиџом дендија. Иако су га током читавог живота пратиле контроверзе, временом је постао фугура индивидуалца са посебним погледом на друштвене манире и стил. Стинг му је посветио песму Englishman in New York, у чијем се споту и појавио.

## Биографија

### Детињство и рана младост
Квентин је рођен под именом Денис Прат у Сатону, у Сарију, предграђу Лондона. Потиче из богате породице у којој је живео са родитељима, сестром и два брата. Одмалена се трудио да буде у средишту пажње, играо је и рецитовао. За улогу виле у школској представи Сан летње ноћи, обукли су га у хаљиницу од зеленог тила и ставили су му венац од ружа на главу, што се касније одразило на његов модни стил.
Када је кренуо у школу, дружио се претежно са девојчицама, у чијем је друштву и играма више уживао. После основне школе, послат је у интеранат, али му ново окружење није одговарало, пошто је био размажен и плачљив. Тамо је заузео упадљиво надмени став и више времена је посвећивао учењу како би задивио професоре према којима је гајио симпатије. Након средње школе уписао је студије новинарства на Универзитету у Лондону, али их није завршио.

### Живот у Лондону
У Лондону је по први пут видео трансвестите, мушкарце који су се облачили као жене. Интересовао се за њих, а убрзо им се и придружио, али то није јавно говорио. Посећивао их је у клубовима, где је најрадије одлазио у The Black Cat. Међутим, након око пола године у том друштву, почео је да и на улицу излази нашминкан, а косу је обојио косу у црвено. Иако је био свестан да ће изазвати негодовање и да ће бити обележен као настран, није био само на мети увредљивих добацивања, већ и озбиљнијих критика и напада.
На мајчин предлог, уписао је дизајн у уметничкој школи у Хај Вајкомбу. Издржавали су га родитељи до 1931. када је трајно прешао у Лондон, запослио се и осамосталио. Радио је као технички цртач, писао је песме, приче и позоришне комаде, а сам се едуковао на часовима цртања на Политехничкој академији. У том периоду био је готово свакодневно озбиљније нападан и често је чак и полиција морала да интервенише. Након што је изгубио посао, мајка му је пронашла запослење у штампарији, али је због свог упадљивог изгледа ускоро добио отказ. Одлучио је да постане слободни уметник - дизајнер. Међутим, имао је проблем са уговарањем послова. У то време закон је предвиђао 7 година затвора за недолично понашање. Полиција је упадала на одређене забаве и хапсила је мушкарце одевене у хаљине. Па ипак, Криспа никад нису ухватили. Почео је да посећује клубове хомосексуалаца, али тамо није био добро примљен јер су му замерали што носи женску одећу и на улици.
Велико олакшање му је донело увођење телефона у стан јер је тада могао да уговара посао без тога да се види са послодавцем. Тако је почео да ради за Blandford Press као дизајнер књига и раклама, а написао је и књигу о уређивању излога. Почео је да држи и часове из степовања.

### Други светски рат
У тренутку избијања Другог светског рата, Крисп је осетио највећу оскудицу у свом животу и имао је жељу да се прикључи војсци. Чим се појавио пред члановима комисије, изазвао је запрепашћење, а када је отворено рекао да је хомосексуалац, добио је потврду да пати од сексуалне перверзије и ослобођен је војне обавезе. Осећао се базнадежно због сиромаштва и немогућности запослења и пожелео је да изврши самоубиство. Међутим, баш у то време га је позвао лондонски сликар Клифорд Хол и позвао га је да позира за три портрета уз новчану надокнаду. Убрзо је почео да ради за филмску индустрију где је помагао у сценографији, али када је чуо да се у уметничким школама траже модели за позирање, оставио је посао као помоћник сценографа и био је модел пуних 6 година.
Почео је да посећује кафе у улици Шарлот где је проналазио друштво све док полиција није затворила то место.

## Слава
Након завршетка рата и даље се бавио дизајнерским пословима. Чувени фотограф Енгас Мекбин, фотограф омота првог Битлсовог албума, позвао је Криспа да му буде модел. Због свог изгледа и понашања је ухапшен, а на суђење је уместо адвоката позвао своје пријатеље који су посведочили да је хомосексуалац, али частан човек. Почео је да јавно износи своје љубавне везе. Често је одлазио у биоскоп. Од 40. године је почео да се боји у плаво са жељом да изгледа млађе, али и да личи на своје омиљене глумице Грету Гарбо и Марлен Дитрих. Иако га насилници нису више нападали на улици, мучили су га и поткрадали његови „пријатељи“.
О њему је Денис Мичел снимио документарни филм. Након тога је његова књига Разголићени државни службеник пренесена на биоскопско платно. Године 1981. је гостовао у Њујорку. Како му се свидео град, а Американци су му се свидели још када их је упознао за време рата у Лондону, одлучио је да се тамо и пресели. У Њујорку га је посетио и чувени Стинг који је инспирисан његовом животном причом написао песму Englishman in New York, а понудио му је и гостовање у споту.
Квентин Крисп се опробао и као глумац, игравши Полонија у филму Хамлет и Елизабету I, у филму Орландо. 
Умро је 21. новембра 1999. у Манчестеру, у Уједињеном Краљевству.

## Познати цитати
Неки од познатих цитата Квентина Криспа су:
Никад не држите ниво са Џонсовима. Превуците их на свој ниво. То је јевтиније.
Ако вам не успе од првог пута, неуспех може бити ваш стил.
Објашњено је да све везе захтевају мало узимања и мало давања. То није истина. Било какав партнерски однос захтева давање, давање, давање, и, на крају, када се исцрпљени скљокамо у властите гробове, речено нам је да нисмо дали довољно.
Није добро лоше водити фарму свиња 30 година и све време говорити "Заиста, ја треба да постанем балетски играч." До тада, свиње ће бити ваш стил.